# Enrique Puelma
Enrique Puelma (Santiago, 1914-22 de febrero de 1991) fue un dibujante y artista germanochileno.

## Biografía
Enrique Puelma nació en 1914 en Santiago de Chile, hijo de un pintor. Por razones familiares, se trasladó muy joven a Alemania y se formó como dibujante y artista en Múnich, entre otros lugares. Tras el inicio de la II Guerra Mundial, se trasladó a Suiza, donde estudió Historia del arte en Zúrich. En 1960 se asentó en Gockhausen ceca de Dübendorf, en el Cantón de Zúrich. Puelma dirigió durante catorce años un taller para publicidad de películas y posteriormente abrió su propio taller gráfico en Dübendorf.
Aparte de su trabajo realizado para ganarse la vida, Puelma se dedicó a diversas actividades artísticas: por una parte se dedicó a la pintura paisajística, por otra realizaba dibujos homoeróticos, que aparecieron en parte en la revista Der Kreis–Le Cercle–The Circle. Puelma empleó para ello el seudónimo «Rico», que no debe confundirse con el pintor «Ricco» (Enrico Wassmer). Entre 1974 y 1976 también dibujó los cuadernos 57 a 63 de la historieta Lurchis Abenteuer («Las aventuras de Lurchi»). En 1970 publicó su autobiografía Daniel, Daniel, Daniel, ein Bericht aus unserer Zeit [Daniel, Daniel, Daniel, una crónica de nuestro tiempo] usando el seudónimo de «Enrico de Ocir».
Puelma murió el 22 de febrero de 1991. Su legado, el arte homoerótico, se encuentra en el Schwulenarchiv Schweiz, depositado en el Schweizerisches Sozialarchiv en Zúrich.

## Exposiciones
- Stadthaus und Stadtgalerie Dübendorf (Cantón de Zúrich), 1999